# Eiichiro Oda
Eiichiro Oda (Japans: 尾田 栄一郎, Oda Eiichirō) (Kumamoto, 1 januari 1975) is een Japans mangaka.
Oda werd geboren in de prefectuur Kumamoto. Op zijn zeventiende ontving Oda de Tezuka Prijs voor de shortstory Wanted!. In 1993 werd zijn eerste zelfstandig getekende werk gepubliceerd, Kami kara mirai no Present (geschenk van god). In datzelfde jaar kreeg Oda bij een andere tekentalentwedstrijd een prijs voor zijn manga Ikki Yakou en werd hij door het Weekly JUMP Team als groot talent ontdekt. In 1994 stopte Oda met zijn opleiding, en verhuisde hij naar Tokio om daar als assistent van Nobuhiro Watsuki (Rurouni Kenshin) te werken. Intussen publiceerde hij de twee shortstory's Monsters en Romance Dawn. De manga One Piece was voor hem de grote doorbraak. 
Zijn grote voorbeeld is Akira Toriyama, die Dragon Ball getekend heeft en wiens tekenstijl invloed op Oda's werk heeft gehad, zoals in One Piece te herkennen is. Hij is sinds 7 november 2004 getrouwd Chiaki Inaba (稲葉ちあき, Inaba Chiaki) ,voormalig model en actrice, die Nami speelt in Jump Festa 2004 (2003) "ONE PIECE Spectacle Stage" performances.
Eiichiro Oda en Chiaki Inaba zijn ouders van twee dochters, respectievelijk geboren in 2006 en 2009.

## Werken
- Wanted! (1992)
- God's Present for the Future (神から未来のプレゼント Kami Kara Mirai no Purezento?, 1993)*Ikki Yakō (一鬼夜行?, 1993)
- Monsters (1994)
- Romance Dawn (eerste versie, 1996)
- Romance Dawn (tweede versie, 1996)
- One Piece (1997 – loopt nog)
- Wanted! Eiichiro Oda Short Stories (WANTED! 尾田栄一郎短編集 Oda Eiichirō Tan Henshū?, collectie van eerdere, korte verhalen, 1998)
- Cross Epoch (2007) – met Akira Toriyama
- Taste of the Devil Fruit (実食! 悪魔の実!! Jisshoku! Akuma no Mi!!?, 2011) – met Mitsutoshi Shimabukuro

- Bibsys: 5072134
- Biblioteca Nacional de España: XX1493172
- Bibliothèque nationale de France: cb14427704t (data)
- Catàleg d'autoritats de noms i títols de Catalunya: 981058514438606706
- CiNii: DA12106621
- Gemeinsame Normdatei: 128519320
- International Standard Name Identifier: 0000 0000 8362 488X
- Library of Congress Control Number: nb2007009259
- MusicBrainz: 28f8be07-d785-4d1f-a5e4-1f4d9eba1290
- Bibliotheek van het Japanse parlement: 00676651
- Nationale Bibliotheek van Tsjechië: jo20241225295
- Nationale bibliotheek van Australië: 40352036
- Nationale Bibliotheek van Israël: 987007410224405171
- Nationale Bibliotheek van Polen: a0000002743931
- Nederlandse Thesaurus van Auteursnamen: 305328603
- Istituto Centrale per il Catalogo Unico: MODV261695
- Système universitaire de documentation: 077354184
- Trove: 1446086
- Virtual International Authority File: 19898231
- WorldCat: E39PBJtxjHXbB3gF7JMWTT34v3